# 打鬼戰士II：檔案Z
《打鬼戰士II：檔案Z》（英語：World War Z: an Oral History of the Zombie War）是由麥克斯·布魯克斯（Max Brooks）所寫，繼《打鬼戰士1：世界末日求生指南》（The Zombie Survival Guide）又一作品，中文譯者為趙德昌。本書中文版於2008年由木馬文化出版。
2013年台灣由遠流出版社再版，譯名改為《末日之戰：政府不想讓你知道的事》。目前市面上的舊版全部已經絕版。

## 故事簡介
全球頂尖末世生存專家麥克斯·布魯克斯以訪談相關人員，上至各國政府高層，下至一般平民的形式，完整呈現人類對抗殭屍大戰爆發時的前兆、初期的應對措施以及之後的社會巨變。

## 目錄
- 前言
- 第一章：警報
- 第二章：譴責
- 第三章：活屍大恐慌
- 第四章：力挽狂瀾
- 第五章：美國前線
- 第六章：從陸地到太空
- 第七章：全面戰爭
- 第八章：道別

## 出版書籍
繁體中文版
- 2008年11月5日販售、ISBN 978-986-697-392-5（木馬文化）
- 2013年6月2日販售、ISBN 978-957-327-202-1（遠流出版社）

## 影響
這本書在美國上市之後，因此在美國持續受到歡迎。也是美國演藝圈、模特兒等時尚人士爭相推薦、欣賞的讀物，跟前作的情形一樣。

## 評價
- 西蒙·柏奇：「絕對要讀！作者一定知道一些我們該知道而不知道的內幕。」
- 《娛樂週刊》選書：「這本書會像活屍的爪子一樣，死抓著你不放！」
- 《出版人週刊》：「一拿起這本書就讓人忍不住往下讀。書中聰明的手法點出幾位當代人物，更增添此書的可看性。」
- Booklist：「《末日之戰》是解開活屍謎團的重要里程碑。」
- 《Kirkus》書評：「不知道為什麼，就是這麼好看。」
- 《今日美國》：「更有創意和巧思。」
- 傑柏.衛斯曼博士(美國災變預防中心策略科技部主任)：「這本書提供了一張藍圖，在災變發生的時候，讓一般大眾了解為什麼會發生這種事，而我們又該如何生存下去。」
- 《達拉斯晨報》：「最具話題性的精彩故事，又刺激的動作場面，也能針對社會政治議題提出全球性觀點。」
- 《康州哈富庫蘭報》：「讀起來讓人欲罷不能，也讓人見識到，面對真正緊張的危機時，若不積極應對，會造成多麼嚴重的下場。」
- Fangoria：「有敏銳的社會政治觀察，以及豐富的想像力。」
- 《洋蔥》A.V.Club：「以血腥為開場，以希望作結，人類依然能夠撐下去。這本書正是時候！」
- Metro：「很久沒有為一本純文字書這麼興奮了！嗯，好像從來沒有。」
- Paste：「每段故事都完美串聯一起，作者準確敘述每個人心中的想像，這本書棒呆了。」

## 外部連結
- （英文） 本書官網 （页面存档备份，存于）